# Kinning Park (metropolitana di Glasgow)
Kinning Park è una stazione dell'unica linea della metropolitana di Glasgow. Si trova nella zona sud della città, in corrispondenza dell'omonimo parco pubblico e vicino all'autostrada M8.
È stata aperta nel 1896 insieme alla metropolitana e rimodernata negli anni 1977–1980, ma mantiene la configurazione originale con banchina ad isola. È la stazione meno profonda di tutta la metropolitana.

## Interscambi
La stazione è collegata con i seguenti trasporti pubblici:
- fermata autobus urbani

## Servizi
La stazione dispone di:
- biglietteria automatica